# Ares (kommun)
Ares är en kommun i Spanien.  Den ligger i provinsen A Coruña i den autonoma regionen Galicien i nordvästra delen av landet, 500 km väster om huvudstaden Madrid. Antalet invånare är 6 156 (2024). Arean är 18,31 kvadratkilometer.